# Pietro Grassi
Pietro Grassi, o Crasso o de Crassis, latinizzato come Petrus Crassus (Milano, 1450 circa – Pavia, 1505 circa), è stato un giurista italiano del XV secolo.

## Biografia
Nacque alla metà del XV secolo, probabilmente a Milano, da una modesta famiglia nobile. Ebbe uno zio omonimo vescovo di Pavia.
La sua formazione ebbe inizio a Milano e fu inizialmente rivolta alla letteratura e alle discipline umanistiche, avendo come insegnanti Francesco Filelfo, Bonino Mombrizio, Cola Montano, Gabriele Pavero Fontana e Francesco dal Pozzo il Puteolano. In seguito studiò giurisprudenza, prima a Torino e poi a Pavia, conseguendo il dottorato in utroque iure e avendo come illustre maestro Giasone del Maino, al quale in seguito succedette.
Entrò nel collegio dei giuristi nel 1474. Nel 1472 era lettore presso l'Università degli Studi di Pavia, dove fu decente per molti anni (forse fino alla morte), ricevendo inviti ad insegnare anche a Pisa e a Padova.
Morì con ogni probabilità a Pavia entro il 1505.

## Opere
- (LA) Repetitio capituli Cum ad sedem de restitutione spoliarum, Pavia, Francesco Girardengo, 1484.